# Avdat
Avdat of Ovdat (Hebreeuws: עבדת) zijn de ruïnes van een Nabatese karavanserai, gesitueerd op een heuvel centraal in de bergen van de Negev woestijn, aan de weg van Eilat naar Bersjeba.

## Geschiedenis
Avdat (in Grieks: Oboda) was een overnachtingsplek in de derde en tweede eeuw voor de jaartelling. De stad Avdat is gesticht in de eerste eeuw voor Christus en genoemd naar de Nabateense heerser Obodas (Arabisch: Abdah عبدة), die vereerd werd als god en ook in deze stad begraven zou zijn. Voor het einde van de eerste eeuw voor Christus werd een tempelplatform (acropolis) aangelegd aan de westelijke zijde van het plateau waarop de stad ligt. Recente opgravingen geven aan dat de stad continu bewoond is geweest door de Nabateërs vanaf deze tijd tot de verwoesting in de zevende eeuw.
Na de verovering door de Romeinen in 106 na Chr. kwam er meer nadruk te liggen op de productie van wijn. Ten minste vijf wijnpersen uit de Byzantijnse periode zijn hier gevonden.
Eind derde eeuw, begin vierde eeuw na Chr. werd aan de noordzijde van het plateau een Romeins legerkamp gebouwd (100x100 meter). In deze periode werd ook een badhuis gebouwd, het water werd door een 70 meter lange tunnel aangevoerd.
De latere stad werd ommuurd en in de vijfde en zesde eeuw, onder Byzantijns bestuur, werden een citadel, een klooster en twee kerken gebouwd boven op de restanten van de acropolis van Avdat. De belangrijkste bezienswaardigheid is de kerk van de Heilige Theodoor die uit deze tijd stamt.
De stad is totaal verwoest bij een lokale aardbeving in de zevende eeuw van onze jaartelling en werd niet meer opgebouwd.
Avdat is werd gebruikt als filmlocatie voor de film Jesus Christ Superstar.

## Werelderfgoed
Avdat is in juni 2005 op de Werelderfgoedlijst van UNESCO geplaatst onder de naam Wierookroute - Woestijnsteden in de Negev, samen met Halutza, Mamshit en Shivta.
In oktober 2009 liep de ruïne nog meer schade op, toen vandalen graffiti spoten, voorwerpen verwoestten en muren omver trokken. Volgens de Israëlische politie wilden twee Arabische bedoeïenen uit een nabijgelegen dorp wraak nemen, omdat de Israëlische autoriteiten hun huizen hadden laten slopen.
Bijbelse nederzettingen Beër Sjeva, Hazor en  Megiddo · Heilige plaatsen van het bahá'í-geloof in Haifa en West-Galilea · Massada · Oude stad Acre (Akko) · Oude ommuurde centrum van Jeruzalem en zijn buitenwijken · Wierookroute - Woestijnsteden in de Negev · Witte stad van Tel Aviv · Grotten van Maresha en Bet Guvrin in het Judese laagland as een microkosmos van het Land van de Grotten · Necropolis van Beth She’arim, een monument van Joodse heropleving
- Gemeinsame Normdatei: 4496636-2
- Nationale Bibliotheek van Israël: 987007534465905171
- Système universitaire de documentation: 035695315
- Virtual International Authority File: 2712148574388124430003